# 穆兰维尔
穆兰维尔（法語：Moulainville，法語發音：[mulɛ̃vil]）是法国默兹省的一个市镇，属于凡尔登区。

## 地理
穆兰维尔（49°9'43"N, 5°29'43"E）面积11.15 平方千米，位于法国大東部大區默兹省，该省份为法国西北部内陆省份，北与比利时接壤，西接马恩省和阿登省，南至上马恩省和孚日省，东临默尔特-摩泽尔省。
与穆兰维尔接壤的市镇（或旧市镇、城区）包括：凡尔登地区贝尔吕、布朗泽、沙蒂永苏莱科特、埃镇、莫朗维尔、凡尔登。

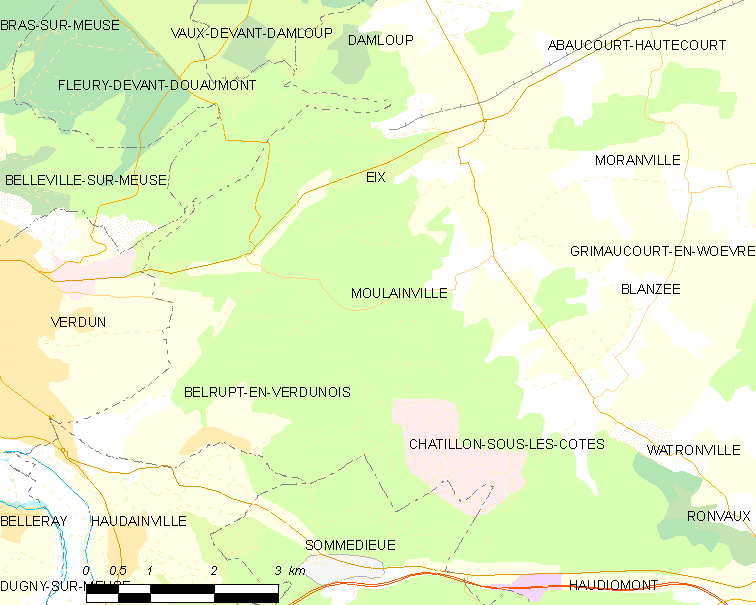
穆兰维尔的OSM定位图

穆兰维尔的时区为UTC+01:00、UTC+02:00（夏令时）。

## 行政
穆兰维尔的邮政编码为55400，INSEE市镇编码为55361。

## 政治
穆兰维尔所属的省级选区为默兹河畔贝尔维尔县。

## 人口

1962-2008年间穆兰维尔人口变化图示

穆兰维尔于2022年1月1日时的人口数量为138人。